# مقتل عباس خان
عباس خان كان جراح عظام بريطاني. اشتهر بعدما قُتل في 16 كانون الأول/ديسمبر 2013 في السجون السرية التابعة للنظام السوري. علّلت الحكومة السورية مقتلَ عباس خان بدعوى الانتحار لكنّ وزارة الخارجية البريطانية لم تٌصدق كل هذه المزاعم وأكّدت على أن الدكتور عباس قد «قُتل».
تعود الحكاية لشهر تشرين الثاني/نوفمبر 2012؛ حينَها سافرَ عباس إلى تركيا بهدفِ مساعدة اللاجئين من سوريا. بعد ذلك بأسبوعين قرّرَ خان عبور الحدود باتجاه سوريا وذلك لمساعدة اللاجئين الغير قادِرين على العبور بسبب الحدود بين البلدين. اعتُقل خان بعد 48 ساعة فقط من دخول سوريا. اكتشفت شقيقة عباس المدعوة سارة خان خبرَ اختفاء شقيقها وكشفت ذلك لوسائل الإعلام. اتصلت العائلة بوزارة الخارجية على أمل المساعدة في العثور عليه ولكن موظفي وزارة الخارجية لم يفعلوا شيئًا. في نهاية المطاف؛ قرّرت والدته فاطمة خان تعقب خطاه ومن خلال المساعدة غير الرسمية التي حصلت عليها من السفارتين الهندية والروسية طول ثمانية أشهر تيقنت أنه مسجون في سجن سري بالعاصمة دمشق. عملت فاطمة جاهدة على الالتقاء به ولاحظت أنّ وزنه قد انخفض إلى أقل من 32 كيلوغرام (71 رطل) وكان بالكاد يستطيع المشي. لاحظت فاطِمة كذلك آثار حرق في ظفر ابنها كما تبيّنت الكثير من علامات التعذيب على باقي المُعتقلين السوريين. ذكر عباس في وقت لاحق أنه تعرض للتعذيب وسُجنَ لمدة ثمانية أشهر في زنزانة تحت الأرض.
اتهمَ الدكتور خان وعائلته السلطات السورية بتعمّدِ قتل المدنيين بما في ذلك الكثير من النساء والأطفال التي كانت تصفهم الحكومة بالإرهابيين لمجرّد معارضتهم للرئيس بشار أو رفضهم المشاركة مع جيشه. أثارت قضية خان الكثير من الجدل باعتباره أخصائي جراحة العظام في المستشفى الملكي الوطني للعظام. كل هذا دفع بوزارة الخارجية لنشر بيانٍ أكدت فيه على «قلقها الكبير» مما حصل ويحصل لمواطنها في سوريا.
بحلول تموز/يوليو 2014 ذكرَ اثنين من الرجال الذين كانا مسجونين مع الدكتور خان في دمشق لبي بي سي أن الدكتور كانَ يُعامِل باقي السجناء معاملة حسنة لدرجة أنه قد علمهم الكتابة والحديث بالإنجليزية. ذكرا كذلك أنه كانَ إيجابيًا وقويًا. ذكر الرجلان أن جهاز المخابرات قد تعمّد قتل عباس وذلك بسبب ما شهدَ عليه من تعذيب وجرائم في حقّ باقي المعتقلين. وجدَ المحلفين في لندن يوم 27 تشرين الأول/أكتوبر 2014 أن الحكومة السورية قد قتلت خان عمدا لإسكاته.